# Голл (округ, Техас)
Шаблон:StateAbbr_ 34°31′ пн. ш. 100°41′ зх. д. / 34.52° пн. ш. 100.69° зх. д.
Округ Голл (англ. Hall County) — округ (графство) у штаті Техас, США. Ідентифікатор округу 48191.

## Історія
Округ утворений 1890 року.

## Демографія
За даними перепису 2000 року загальне населення округу становило 3782 осіб, усе сільське. Серед мешканців округу чоловіків було 1809, а жінок — 1973. В окрузі було 1548 домогосподарств, 1014 родин, які мешкали в 1988 будинках. Середній розмір родини становив 3,06.
Віковий розподіл населення поданий у таблиці:
| Стать    | До 15 років | 15-21 | 22-29 | 30-39 | 40-49 | 50-65 | 65-85 | Понад 85 |
| -------- | ----------- | ----- | ----- | ----- | ----- | ----- | ----- | -------- |
| Чоловіки | 445         | 176   | 126   | 219   | 216   | 301   | 289   | 37       |
| Жінки    | 410         | 160   | 140   | 204   | 243   | 329   | 388   | 99       |

## Суміжні округи
- Донлі — північ
- Коллінгсворт — північний схід
- Чайлдресс — схід
- Коттл — південний схід
- Мотлі — південь
- Бриско — захід

## Виноски
1. ↑  U.S. Decennial Census. United States Census Bureau. Архів оригіналу за 19 липня 2018. Процитовано 28 квітня 2015.
2. ↑  Texas Almanac: Population History of Counties from 1850–2010 (PDF). Texas Almanac. Архів оригіналу (PDF) за 26 лютого 2015. Процитовано 28 квітня 2015.
3. ↑  State & County QuickFacts. United States Census Bureau. Архів оригіналу за 18 жовтня 2011. Процитовано 17 грудня 2013.(англ.) Наведено за англійською вікіпедією.
4. ↑  American FactFinder. Бюро перепису населення США. Архів оригіналу за 21 травня 2008. Процитовано 31 січня 2008.

| США | Це незавершена стаття з географії США. Ви можете допомогти проєкту, виправивши або дописавши її. |